# Hiến Khang vương
Hiến Khang Vương (mất 886, trị vì 875–886) là quốc vương thứ 49 của Tân La. Theo Tam quốc sử ký (Samguk Sagi), ông nổi trội trên bình diện đối nội. Hiến Khang là con trai cả của Cảnh Văn Vương; mẫu thân của ông là Văn Ý (Munui) vương hậu. Ông không có con thừa kế chính thức, song đã có một người con ngoài giá thú Kim Nghiêu (về sau là vua Tân La Hiếu Cung Vương). Tên húy của ông là Kim Trinh (金晸, 김정).
Năm 869, vua Tân La Cảnh Văn Vương cử thái tử Kim Trinh đến nhà Đường (đời vua Đường Ý Tông) cùng với Kim Dận (Kim Yun).
Năm 875 vua Tân La Cảnh Văn Vương qua đời. Thái tử Kim Trinh đã được gửi sang nhà Đường 6 năm qua thì từ nhà Đường (đời vua Đường Hy Tông) quay về Tân La kế vị ngôi vua, tức là vua Hiến Khang Vương.
Năm 877 Đại sứ từ Baekje (Bách Tế) thuộc Tân La (đời vua Hiến Khang Vương) đến tỉnh Izumo của Nhật Bản (đời Thiên hoàng Yōzei) nhưng họ đã quay trở lại.
Năm 879, Hiến Khang Vương phải đối mặt với cuộc nổi dậy của một triều thần cấp cao, ilgilchan Sin Hong. Tuy nhiên Hiến Khang Vương nhanh chóng bình định được cuộc nổi dậy này của Sin Hong.
Năm 882 Chân Huyên đã thoát ly gia đình vào năm 15 tuổi, gia nhập quân đội Tân La (đời vua Hiến Khang Vương) và trở thành một chỉ huy của quân Tân La tại vùng Jeolla.
Năm 885 học giả người Tân La dưới quyền Tiết độ sứ Hoài Nam Cao Biền là Thôi Trí Viễn lấy thân phận sứ giả nhà Đường và mang quốc thư của vua Đường Hy Tông về đến Tân La. Thôi Trí Viễn được Hiến Khang Vương bổ nhiệm làm Thị độc kiêm Hàn Lâm học sĩ, thủ Binh Bộ Thị Lang và Tri thụy thư giam đẳng. Triều đình Tân La lúc bấy giờ đã cực kì hủ hóa, triều chính hủ bại, đời sống nhân dân khốn khổ.
Năm 886, ông tìm cách xoa dịu sự bất mãn trong nước bằng một chiếu chỉ đại xá. Hiến Khang Vương qua đời cùng năm 886 và được chôn cất tại đông bắc của "Bồ Đề tự" (Borisa) ở Gyeongju. Do ông không có con trai kế vị, em trai ông là Kim Hoảng (金晃, 김황), tức là con trai thứ của Tân La Cảnh Văn Vương, lên kế vị ngôi vua Tân La, tức là vua Tân La Định Khang vương.